# Odd-Arne Jacobsen
Odd-Arne Jacobsen  est un guitariste norvégien de jazz et musique improvisée, né le 29 décembre 1948 à Tromsø. C'est un musicien singulier sur la scène scandinave, avec un penchant pour les textures « exotiques ».
Odd-Arne Jacobsen a participé quelque temps au trio Jan Garbarek, Arild Andersen, Edward Vesala, qui donnera l'album Triptykon. Il n'est toutefois pas présent sur l'enregistrement.
Il a créé son propre label discographique, OAJ Records.

## Discographie

### Albums
| Année | Titre                                      | Label             |
| ----- | ------------------------------------------ | ----------------- |
| 1985  | Vakkert Land                               | HCR               |
| 1990  | Odd-Arne Jacobsen, They did not expect him | OAJ Records       |
| 1991  | Autumn Rain in May                         | OAJ Records       |
| 1993  | Far North                                  | OAJ Records       |
| 2002  | Coro Kallos - The 20th Anniversary         | Kojima Recordings |
| 2002  | Tir'D With All These                       | OAJ Records       |
| 2005  | Midnight sessions                          | OAJ Records       |